# Xã Upper Bern, Quận Berks, Pennsylvania
Xã Upper Bern (tiếng Anh: Upper Bern Township) là một xã thuộc quận Berks, tiểu bang Pennsylvania, Hoa Kỳ. Năm 2010, dân số của xã này là 1.734 người.